# Palazzo Bonomi già Casotti Albani
Il palazzo Bonomi ex Cassotti Albani si trova in via Pignolo ai civico numero 70 nella parte bassa della città di Bergamo, la sua costruzione risale ai primi anni del XVI secolo. 

## Storia
Simon Paolo o Paolo e Zovanino Casotti de Mazzoleni figli di Antonello. oriundi della Valle Imagna, si trasferirono nel 1498 a Bergamo andando ad abitare nella vicinia di san Giovanni dell'ospedale acquistando la casa di Marco Bragini Roncalli.
Paolo ottenne dal comune di Bergamo, il 26 giugno 1500, il permesso di rimuovere alcuni muri che facilitavano il costruire la sua abitazione allineando il rizzolo a maggior ornamento e decoro della città stessa in quello che era allora il borgo Sant'Andrea, acquisendo probabilmente una parte di suolo pubblico. Ebbe così inizio la costruzione del palazzo che darà l'avvio al rinnovamento architettonico di via Pignolo. Alla costruzione dell'edificio lavorarono i fratelli Michele, Giacomo e Leonardo Moroni, che erano discendenti di Bertolasio. Nel 1507 furono numerosi gli acquisti dei due fratelli Casotti di abitazioni e terreni per costruire due palazzi contigui.
Zovanino acquistò il 12 agosto del 1507 un fabbricato da Pompeo di Bruno Alessandri, quello che è al civico 76, per poi rivenderlo a Balsarino di Marco Angelini che lo avrebbe alienato ai cugini dei Casotti Zanarino e Bartolomeo. Qualche giorno dopo, il 28 agosto, Zovanino acquistò la casa di Marco Antonio Negro Roncalli con il quale potrebbe esserci stato un rapporto di parentela, e identificata nella medesima via al civico numero 72. Testimone all'atto il maestro Michele di Pecino Moroni. 

Sempre in quest'anno i due fratelli Casotti commissionarono a Jacopino Scipioni la realizzazione degli affreschi per la chiesa di Santa Maria delle Grazie di Bergamo, chiesa dove era collocata la tomba di famiglia. Nel 1513 commissionarono ad Andrea Previtali, per la medesima chiesa, il dipinto della Trasfigurazione conservato alla Pinacoteca di Brera. L’artista realizzò la tela Vergine col Bambino e santi con i ritratti di Paolo Cassotti e la moglie Agnese Avinatri, conservato all'Accademia Carrara, ma che è fosse appartenuto fino al 1700 a Marsilio della famiglia Casotti.
Che il fabbricato fosse stato costruito da Alessandro Martinengo Colleoni era stato indicato nel 1884 dall'avvocato Giuseppe Maria Bonomi nel suo Memorie istoriche del 1884, e ripreso poi nel testo di Camillo Boito Arte italiana decorativa e Industriale del 1898.
I due fabbricati al civico 70 e al civico 72, furono terminati nel 1515, ebbero inizialmente un grande salone comune al primo piano e vennero poi divisi, pur mantenendo facciate omogenee.. Erroneamente, per anni, si era considerato Alessandro Martinengo Colleoni, nipote del più famoso condottiero e committente dalla Pala Martinengo a Lorenzo Lotto, proprietario del palazzo perché mantiene nel suo interno un fregio attribuito al pittore veneto; questo non fa altro che indicare la ricchezza della famiglia Casotti, e maggiormente di Paolo che godeva di tanto prestigio ospitando nel suo palazzo Francesco Maria Della Rovere recatosi a Bergamo per studiare la fortificazione della città. Risulterebbe dai documenti del pittore veneziano che i contatti con la famiglia Casotti de Mazzoleni fossero comunque precedenti al suo arrivo in Bergamo.
In seguito il palazzo al civico 70 passò in eredità ai figli del fratello Zovanino - essendo morto in tenera età l'unico figlio maschio di Paolo - che avevano la residenza in via san Salvatore dal 1684, passando poi a Giovan Battista di Angelo Benvenuti, il cui figlio Alessandro lo vendette il 19 maggio 1684 per 6000 scudi a Vittorio di Corrado Lupi, ma che il 24 del medesimo mese fece subentrare nel contratto Domenico Albani nipote del cardinale Giovanni Gerolamo Albani. Questi successivi passaggi non ebbero mai l'approvazione da parte degli eredi Casotti. La porzione di fabbricato di proprietà degli eredi di Zonarino era ormai di proprietà della famiglia Camerata de Mazzoleni.
La famiglia Albani rimase proprietaria del palazzo fino al XIX secolo compiendo ristrutturazioni e modifiche di alcune parti, fino alla caduta della dominazione austriaca. Venceslao Albani che aveva investito molto nella ricostruzione del grande viale Vittorio Emanuele e nella ferrovia Bergamo-Treviglio, dovette per coprire i propri debiti vendere anche il palazzo di via Pignolo, alienandolo al nuovo proprietario Giuseppe Maria Bonomi ai cui eredi appartiene tuttora..

## Descrizione

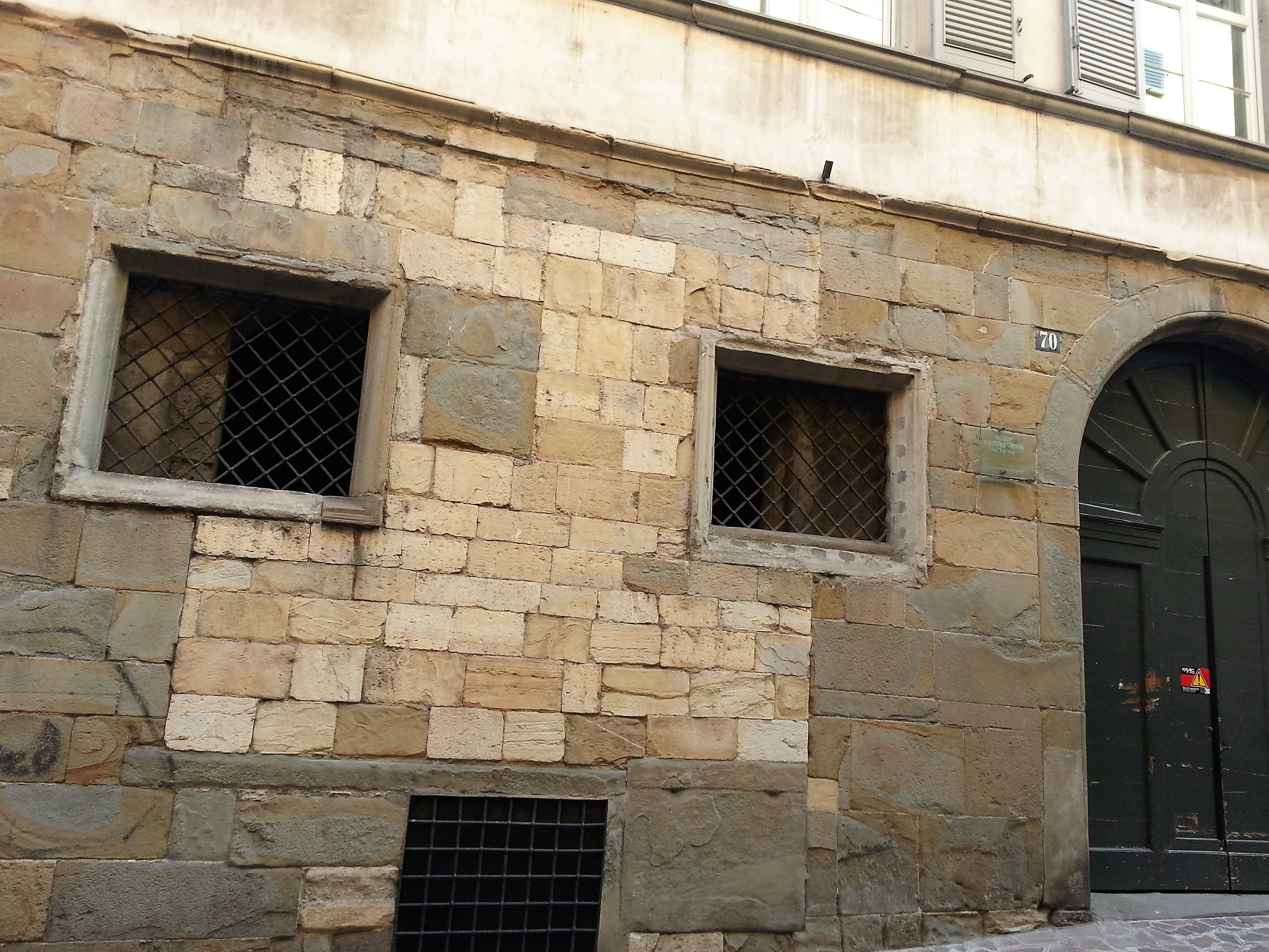
Palazzo Bonomi

Non è possibile attribuire con certezza la progettazione del palazzo non avendo questo le caratteristiche tipiche degli architetti attivi agli inizi del XVI secolo a Bergamo, in particolare non vi sono presenti quegli elementi in cotto che furono la caratteristica dominante di Pietro Isabello progettista per la medesima famiglia del palazzo in località Zogna anche se per la parte corrispondente al piano nobile si voglia tradizionalmente assegnare al valsassinese.
La parte esterna che si affaccia su via Pignolo è molto povera rispetto a quello che doveva essere in origine. La facciata in bugnato di pietra presentava l'apertura di un'attività commerciale, successivamente chiusa, ed era decorata con affreschi e graffiti che la abbellivano. 

La prima parte di fabbricato si apre su di un cortile interno che presenta un porticato a tre arcate sul lato sinistro, ristretto rispetto a quello che era originariamente; venne infatti realizzata nel XVII secolo la grande scala che conduce al piano nobile, sostituendo la quarta arcata. Sul lato destro vi è un falso porticato di cui è difficile fare la datazione, ma che divide le proprietà dal civico 70 al 72, originariamente di Zovanino Casotti ora Palazzo De Beni.
La seconda parte di fabbricato che si apre sul cortile, ha colonne senza piedistalli ma terminanti con pulvini e capitelli di notevole interesse.

La loggia al primo piano ha grandi arcate separate da piedistalli con lesene che presentano capitelli caratteristici che verranno molto imitati nei palazzi del XVI secolo bergamasco. L'interno conserva sale di particolare interesse: un ampio salone con un fregio dei primi del Cinquecento attribuito al Lotto. Teodoro Albani fece realizzare nel 1757 diverse tele a soffitto da Francesco Capella. Queste furono realizzate nel 1758, l'anno prima di quelle realizzate in Palazzo Terzi. Della famiglia Albani che fu proprietaria del palazzo per tre secoli rimangono molti elementi, in particolare lo stemma cardinalizio posto ad ornamento del capitello di una colonna.